# اسپوندیلیت آنکیلوزان
اسپوندیلیت آنکیلوزان یا روماتیسم ستون فقرات (به انگلیسی: Ankylosing spondylitis) یک بیماری مفصلی پیشرونده، مزمن و خودایمنی است که اغلب ستون فقرات و استخوان‌های لگن را درگیر می‌سازد. بیمار به دلیل التهاب و سفتی ستون فقرات ممکن است حالت «خم شدن به جلو» داشته باشد. التهاب به ویژه ناحیۀ خاجی-تهیگاهی Sacroiliac مفاصل لگن، ستون مهره‌ای کمری، سینه‌ای و گردنی را درگیر می‌کند. مردان بیشتر به این بیماری مبتلا می‌گردند و شروع بیماری معمولاً در اواخر دهه دوم یا اوایل دههٔ سوم زندگی است.

## علائم بیماری
علائم اصلی کمردرد و سفتی ستون فقرات است ولی بیماری می‌تواند موجب التهاب مفاصل دیگر مانند ران، زانوها و مچ پا بشود (خشکی مفاصل صبحگاهی). این بیماری می‌تواند باعث ایجاد درد در کف پا شود که با راه رفتن بدتر می‌شود. گاهی اسپوندیلیت آنکیلوزان باعث درگیری چشم، قلب و ریه نیز می‌شود. HLA-B۲۷ در ۹۰٪ بیماران وجود دارد.
- کمردرد: کمردرد مهم‌ترین علامت اسپوندیلیت انکیلوزان است. درد ابتدا در پایین کمر احساس می‌شود و در اوایل خفیف است، ولی به‌تدریج در عرض چند ماه شدید می‌شود. درد ممکن است در پشت باسن احساس شده و به پشت ران‌ها انتشار پیدا کند. درد می‌تواند در یک طرف باسن باشد یا در دو طرف احساس شود. سرفه و زور زدن شدت درد را بیشتر کرده و استراحت آن را کمتر نمی‌کند. گاهی درد فرد بیمار را از خواب بیدار می‌کند و برعکس، حرکت و ورزش ممکن است موقتاً شدت درد را کم کند. این وضعیت برعکس کمردردهای معمولی است. درد در صبح‌ها بعد از برخاستن ار خواب بیشتر است و به‌تدریج در طول روز بهتر می‌شود.
- خشکی کمر: خشکی و محدودیت در حرکات کمر در صبح‌ها بیشتر است و در طول روز بهتر می‌شود. به‌تدریج با جوش خوردن مهره‌ها در ستون فقرات انعطاف‌پذیری ستون مهره کم شده و بیمار نمی‌تواند خوب به جلو خم شود.
- کیفوز: افزایش قوس ستون مهره به‌صورت کیفوز یا خم شدن به جلو از علائم بیماری در مراحل پیشرفته‌است.

## تشخیص و درمان
علائم بالینی شامل خشکی صبحگاهی، گاهی آرتریت التهابی مفاصل زانو و هیپ و سایر مفاصل، خم شدن سر و گردن بیمار به جلو و ایراد در راست نگهداشتن سر و گردن، و تب خفیف می‌باشند. حس سوزش در پاشنه چپ یا راست، و هیپ لگن چپ یا راست. بعدها کتف و گردن هم خشک می‌شود.
در تست شوبر از محاذات ستیغ خاصره در پایین کمر نقطه‌ای علامت‌گذاری می‌شود و ۱۰ سانتی‌متر بالاتر از آن نقطه دیگری علامت‌گذاری می‌شود، سپس از بیمار خواسته می‌شود به جلو خم شود و در این حالت مجدداً فاصله بین این دو نقطه اندازه‌گیری می‌شود در فرد سالم این فاصله از ۱۳ سانتی‌متر بیشتر خواهد بود (تست شوبر منفی) در حالی‌که در فرد مبتلا به التهاب مهره خمیده، این فاصله از ۱۳ سانتیمتر بیشتر نخواهد شد (تست شوبر مثبت). در رادیوگرافی روبروی ستون فقرات و ناحیه خاجی-تهیگاهی حالت منحصربه‌فردی در موارد پیشرفته بیماری دیده می‌شود که در آن جسم مهره‌ها از طرفین به یکدیگر متصل شده‌اند (ستون مهره‌ای خیزرانی bamboo spine). در آزمایش خون نیز در موارد حاد بیماری افزایش ESR و CRP را داریم. آنتی‌بادیHLA-B27 در خون بیش از ۹۰٪ بیماران وجود دارد.
درمان‌های جدید مانند آمپول رمیکید و سینورا تأثیر قوی در کنترل بیماری دارند. درمان با داروهای ضد التهاب غیر استروئیدی، سولفاسالازین، ویتامین D و داروهای سرکوبگر ایمنی است. فیزیوتراپی نیز مفید است.
یوگا و شنا در استخر و مدیتیشن بسیار مفید هست در کاهش درد و التهاب و افزایش دامنه حرکت مفاصل.
از دست دادن امید در بیماری‌های خود ایمن و ژنتیک سم هست. پس باید سبک زندگی شاد و امیدوارانه بدون استرس از آینده بیماری در پیش گرفت. خنده روزانه و تکرار آن بسیار مفید هست. چون خنده باعث ترشح اندروفین شده و معادل مورفین هست.
با رعایت موارد بالا همزمان درمان پزشکی بیمار به راحتی زندگی روزمره عادی خود را خواهد داشت.